# Arbitro bancario finanziario
L'Arbitro Bancario Finanziario, noto anche come ABF, è un sistema di risoluzione stragiudiziale di controversie previsto dalla legge italiana.
È stato introdotto dalla legge 28 dicembre 2005, n. 262 (cosiddetta legge sul risparmi) che ha modificato il Testo unico bancario, al quale i clienti di banche e intermediari finanziari possono rivolgersi con un reclamo in caso di controversie. L'Arbitro è un organismo indipendente e imparziale che opera attraverso sette Collegi giudicanti (inizialmente a Milano, Napoli e Roma, a cui si sono aggiunti quelli di Bari, Bologna, Palermo e Torino) composti ognuno da 5 membri: tre nominati dalla Banca d'Italia; uno dall'associazione di categoria dei consumatori e dell'imprese; e uno dall'associazione bancaria o dalla categoria alla quale l'intermediario finanziario appartiene.
L'Arbitro è al centro di un nuovo ambito della vigilanza coincidente con una dinamica relazionale che - a partire dagli anni duemila - ha sostituito i rapporti di massa ancorati a poche tipologie di servizi e di prodotti (cfr. Lemma, 2011).

## Origine
L'Arbitro Bancario Finanziario, previsto dall'articolo 128-bis del Testo unico bancario (TUB) parte della legge sul risparmio n. 262 del 2005, è stato adottato nel 2009. I criteri sono stati fissati dal Comitato Interministeriale per il Credito e il Risparmio (CICR) e il suo funzionamento è affidato alla Banca d'Italia.

## Struttura
L'Arbitro Bancario Finanziario è composto dai Collegi giudicanti e da una segreteria; ogni collegio comprende un presidente, due membri nominati da Banca d'Italia e due membri scelti rispettivamente dalle associazioni di intermediari e dalle associazioni che rappresentano la clientela. Ogni Collegio ha la sua segreteria tecnica, gestita da Banca d'Italia.

## Procedura per il ricorso
Prima di rivolgersi all'Arbitro, il cliente deve aver fatto almeno un tentativo di risolvere il problema direttamente con la banca attraverso la presentazione di un reclamo. L'Arbitro se dà ragione al cliente ordina all'intermediario di risolvere rapidamente il problema.
In caso in cui l'intermediario non rispetti la decisione dell'Arbitro, quest'ultimo pubblica il contenuto della decisione con un annuncio sulla stampa e sul sito web dell'Arbitro, permettendo ai cittadini e ai clienti di conoscere il nominativo della banca o dell'intermediario inadempiente. Nonostante i numerosi casi trattati in questi primi anni di esistenza, pochissime banche non hanno aderito alle decisioni dell'Arbitro.

## ABF e supervisione bancaria
Gli indirizzi della ricerca più recenti hanno analizzato una tendenza riscontrabile nel processo evolutivo della regolazione dell'Arbitro Bancario Finanziario, orientata verso l'attivazione di presidi volti ad assicurare ambiti di garanzia sempre più ampi, anche se ovviamente diversi da quelli che qualificano lo svolgimento dell'attività giurisdizionale. 
Riscontrando una minima relazione tra ciò che è accaduto prima (i.e. la massa di controversie generata dal default di singoli emittenti: Worldcom, Argentina, Parmalat, Cirio …) e ciò che accade dopo (i.e. la crisi innescata dai mutui subprime), si sono evidenziate linee di sviluppo del nostro ordinamento sintetizzate in un comune riferimento. ciò, anche al fine di chiarire la natura dell'attività complessivamente condotta dall'ABF e dalla sua segreteria tecnica (cfr. Lemma, 2011).
Sul punto rilevano talune indicazioni di alcuni esponenti della stessa Banca d'Italia - (cfr. Perassi, 2011 e De Carolis, 2011) - nelle quali l'inquadramento della funzione dell'ABF all'interno del complesso interventistico che caratterizza la supervisione bancaria viene correlato alla identificazione di una lettura più aggiornata del ruolo della vigilanza, estesa - com'è noto - dall'accordo di Basilea II sino alla prevenzione dei rischi legali collegati a contenziosi di massa o seriali (cfr. Lemma, 2011). Donde l'affermazione di una ipotesi che riconduce della gestione dell'Arbitro a compiti di vigilanza prudenziale.
Resta, tuttavia, ancora da chiarire se l'ABF - inteso quale meccanismo di enforcement - sia solo un operatore collaterale della vigilanza e, quindi, di «funzionalizzazione dell'attività svolta dal medesimo a scopi altri e diversi da quelli direttamente ricollegabili alle finalità di giustizia» (cfr. Capriglione 2010) ovvero se possa essere considerato alla stregua di uno strumento di primario rilievo nel quadro dei mezzi a disposizione della nostra banca centrale, in vista del corretto esercizio delle sue funzioni istituzionali (cfr. Lemma, 2011).

## Riferimenti normativi
- Art. 128-bis del Decreto legislativo 1 settembre 1993, n. 385 - Testo unico delle leggi in materia bancaria e creditizia.
- Deliberazione CICR 29 luglio 2008, n- 275 - Disciplina dei sistemi di risoluzione stragiudiziale delle controversie con la clientela ai sensi dell'art. 128-bis del decreto legislativo 1 settembre 1993, n. 385 e successive modificazioni.
- Decreto ministeriale - Modifiche alla delibera 29 luglio 2008, n. 275